# Brachyglottidineae
Brachyglottidineae, es una de las 5 subtribus de la tribu Senecioneae perteneciente a la familia de  las asteráceas. Contiene los siguientes géneros:

## Géneros
| - Acrisione B.Nord. - Bedfordia DC. - Brachyglottis J.R.Forst. & G.Forst. - Centropappus Hook. f. - Dolichoglottis B.Nord. | - Haastia Hook. f. - Papuacalia Veldk. - Traversia Hook. f. - Urostemon B.Nord. |